# Реми, Александр Гаврилович
Александр Гаврилович Реми (30 августа 1809, Санкт-Петербург — 27 сентября 1871, Новочеркасск) — русский военный и гражданский деятель, сослуживец и друг М. Ю. Лермонтова.

## Биография
Сын Гавриила Павловича Реми.
Начал свою военную карьеру в 1826 году; с 1839 года — ротмистр в лейб-гвардии Гусарском полку, впоследствии был переведён на службу в Войско Донское; в чине генерал-майора (с 27.04.1868) состоял для особых поручений при наказном атамане Хомутове. Кавалер ордена Святого Георгия IV класса (за 25 лет службы).
Женившись на донской дворянке Марии Дмитриевне Леоновой (по матери, урождённой Иловайской, была правнучкой знаменитого атамана графа М. И. Платова), стал владельцем крупных имений в Таганрогском уезде и оставил восемь детей.
Погиб в 1871 году в железнодорожной катастрофе.